# Хосе Франсіско Бермудес
Хосе Франсіско Бермудес (ісп. José Francisco Bermúdez; 23 січня 1782, Каріако — 15 грудня 1831, Кумана) — військовий, герой боротьби Венесуели за незалежність, генерал.
Похований у Національному пантеоні Венесуели.
Муніципалітет (муніципалітет Бермудес) та аеропорт (Аеропорт генерала Хосе Франсіско Бермудеса) у Сукре, названі на його честь.